# Commediasexi
Commediasexi è un film del 2006, diretto da Alessandro D'Alatri.
Il film è stato distribuito il 15 dicembre 2006.

## Trama
L'onorevole Massimo Bonfili, marito e padre di due gemelle, ha una relazione clandestina con la starlette e infermiera sexy Martina Brandi del programma televisivo "La Trottola".
L'onorevole si sta occupando di una legge sulla famiglia, motivo per cui è sempre dal cardinale a chiedere consiglio. Tuttavia un giorno scopre che girano delle voci che lo incriminerebbero della sua relazione segreta, che distruggerebbe la sua vita e carriera, quindi porta la famiglia in Francia per una vacanza e "affida" la sua amante al fidato autista Mariano, che si fingerà anche lui a Parigi con l'onorevole per non farsi scoprire dalla moglie Dora.
Mariano segue Martina durante il lancio del suo film, il che lo porterà ad apparire sui giornali di gossip, che faranno scoprire a Dora, la moglie, l'amicizia molto intima nata tra suo marito e la neo-attrice, il che causerà il suo ricovero in ospedale e una profonda crisi familiare.
Anche Bonfili rientra in Italia dopo la scoperta che il suo autista è finito sui giornali. In casa dell'onorevole Bonfili la convivenza familiare sta peggiorando, mentre anche sua moglie, Pia, ha una relazione segreta con il cuoco del corso di cucina che sta frequentando.
A Natale Dora, i suoi genitori e i due figli stanno festeggiando da soli, quando arrivano i personaggi dello spettacolo collaboratori di Martina, e anche lei stessa. Si presenta pure Mariano, che risolverà la crisi familiare tra i due. Invece Pia confessa a Massimo Bonfili la sua relazione segreta e caccia di casa il marito; questi, avendo chiesto consiglio al cardinale, viene mandato in un monastero.
Pia convive a casa con il cuoco amante mentre la famiglia di Mariano è alla fine ristabilita ed è diventata amica di Martina e dei suoi collaboratori, con cui festeggeranno Capodanno.

## Curiosità
- Il film è girato quasi interamente a Roma tranne qualche scena girata a Parigi.
- Nel film partecipa in un piccolo ruolo l'attore Marco Cocci e inoltre vi sono vari cameo di personaggi come Fabio De Luigi, Maurizio Micheli, Alfonso Signorini e Bruno Vespa con il programma Porta a Porta nel ruolo di se stesso.
- È il secondo film di Paolo Bonolis come attore. Il presentatore infatti aveva già recitato in una piccola parte nel film Classe mista 3ª A del 1996.